# Salló Ervin
Salló Ervin (Temesvár, 1929. augusztus 5. – Temesvár, 2009. szeptember 4.) erdélyi magyar természettudományi szakíró. 

## Életútja
Középiskolai tanulmányait szülővárosában, a Piarista Főgimnáziumban végezte, majd a Bolyai Tudományegyetemen a kémia szakon szerzett diplomát (1953). 1954-től Temesvárott középiskolai tanár, majd 1963-tól az egyetem természettudományi karának adjunktusa, előadótanára, professzora. A kémiai tudományok doktora, az Ormós Zsigmond Társaság alapító tagja.

## Munkássága
Kutatási területe: a tudománytörténet és módszertan, oszcilláló reakciók. Rendszeresen publikált a Korunk, Utunk, Tanügyi Újság, Matematikai és Fizikai Lapok, Revista de Fizică şi Chimie, Szabad Szó hasábjain. Fordításában jelent meg Zeno Simon Az élet kémiája c. kötete (Bukarest, 1975. Tudomány mindenkinek).

## Tanulmányai
- A semmiből egy új világot teremtettem (Neumann Máriával és Toró Tiborral, Temesvár, 1974);
- Experimente chimice în şcoală (Temesvár, 1976);
- Zöld emberkék, tollas kígyók, tüzes szekerek. Kritikai megjegyzések a paleoasztronautikai értelmezések elveiről és módszereiről (Mandics Györggyel, Bukarest, 1977);
- Modell és valóság. Tanulmányok a társadalmi és természeti jelenségek modellezése köréből (Egyed Péterrel, Neumann Máriával és Mandics Györggyel, Temesvár, 1982).

## Egyetemi jegyzetei
- Chimie generală. Curs experimental… (Temesvár, 1984);
- Exerciţii de chimie. Simboluri, forme, ecuaţii (Temesvár, 1986).

## Kapcsolódó információk
- Romániai magyar matematikai és csillagászati szakirodalom